# 哈菲佐拉·瓦里·拉希米
哈菲佐拉·瓦里·拉希米（羅馬化：ḥfīẓ al-lh wālī rḥīmī，1960年11月1日—），阿富汗塔吉克族，是阿富汗伊斯兰共和国奥委会的现任主席。他自2018年4月开始担任此职，2021年塔利班接管政权后，他于9月离开阿富汗，但国际奥委会继续承认他是流亡主席。

## 生平
2018年4月5日，在于喀布尔举行的阿富汗全国奥委会第三次特别大会上，拉希米当选主席。亚洲奥会派出的国际奥委会代表监督了此次选举。
2021年8月，塔利班攻入喀布尔。9月，拉希米离开了阿富汗。此后他仍然被国际奥委会承认并视为流亡主席。2024年，他领导的奥委会继续获得参与奥运会的资格，派出了3男3女的代表团。